# Campingaz

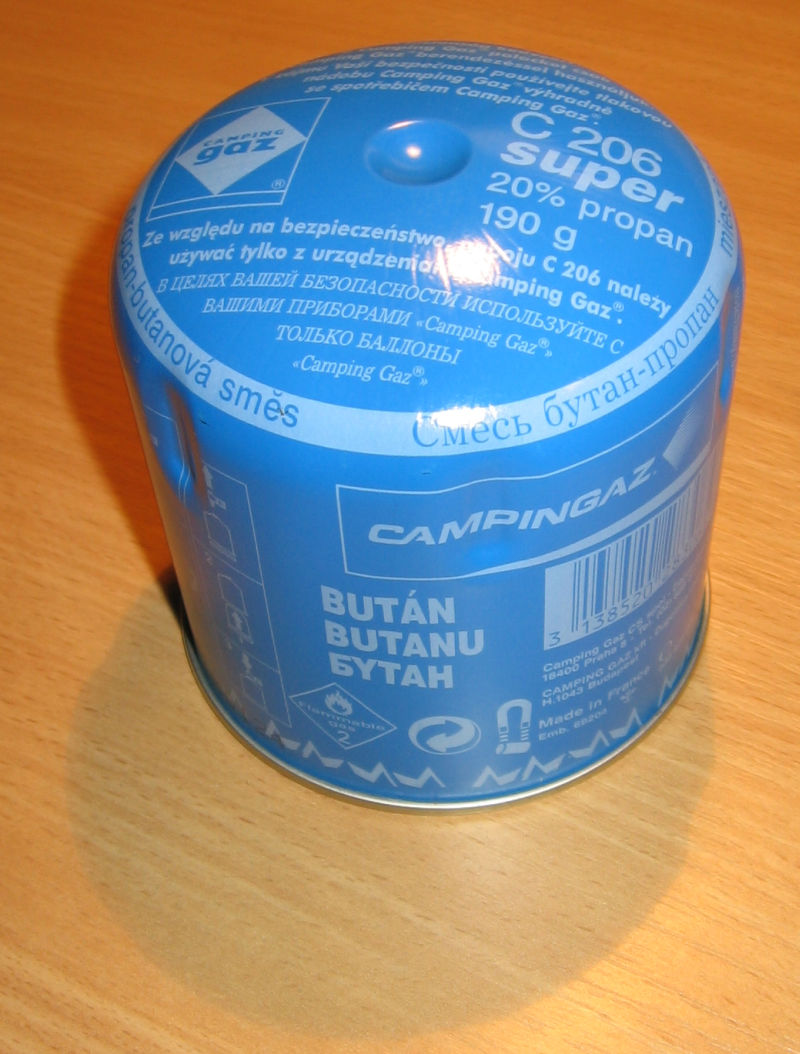
Gaspatroon van Campingaz

Campingaz is een Frans bedrijf dat gaspatronen en gasflessen levert voor gebruik op kampeerterreinen en voor doe-het-zelftoepassingen. Het bedrijf levert verder ook de bijbehorende toestellen. Later is de firma ook niet-gasgerelateerde kampeerartikelen gaan leveren.

## Geschiedenis
De firma Campingaz werd opgericht in 1949. Het bedrijf introduceerde de kenmerkende blauwe gaspatronen en leverde daarbij ook de toestellen. Weldra kwamen de Campingaz-producten in een groot aantal landen op de markt. In 1996 werd het een onderdeel van de Amerikaanse Coleman Company.

## Producten
Campingaz is leverancier van een groot aantal producten, waarvan de meeste producten functioneren op gas. Zo levert Campingaz barbecues, kooktoestellen, gaslantaarns, koelboxen, koeltassen, luchtbedden en soldeerbranders.

### Gascontainers
Campingaz is voornamelijk bekend van de gasflessen en gaspatronen. De gasflessen zijn klein van formaat en goed geschikt voor kampeerders. Campingaz levert haar gasflessen in drie uitvoeringen, 901, 904 en 907. Deze hebben een inhoud van 400, 1800, en 2750 gram, respectievelijk. De gasflessen worden gevuld met butaan en worden voornamelijk gebruikt voor in caravans. Deze hebben geen statiegeld en kunnen worden omgeruild bij veel plekken voor een volle. Ook mogen deze gasflessen eigenlijk niet hervuld worden omdat ze niet gekeurd kunnen worden.
De gaspatronen van Campingaz zijn in meerdere uitvoeringen verkrijgbaar: ventiel- en prikcartouches. De ventielcartouches kunnen worden aangesloten door middel van het gepatenteerde Easy Clic systeem. Dat systeem maakt het eenvoudig aan- en afkoppelen van de cartouches van de apparatuur mogelijk. Prikcartouches zijn tegenwoordig voorzien van een veiligheidssysteem dat het lekken bij accidenteel losdraaien heel erg beperkt zodat de kans op steekvlammen of brandwonden door het lekken van vloeibaar gas veel kleiner wordt. De prikcartouches worden door het toestel doorboord met een naald die in een verende huls zit die voorzien is van een rubbertje. Soms wil dit bij oudere toestellen nog wel eens blijven hangen waardoor het bij het plaatsen van een gaspatroon niet afsluit. Dit kan verholpen worden door de huls opnieuw in te vetten en deze handmatig terug te drukken totdat deze weer op dezelfde hoogte zit als de naald en eventueel door een nieuw rubbertje te plaatsen.